# HELIX
『HELIX』（ヘリックス）は、2017年7月5日、Beingから発売されるKNOCK OUT MONKEYのアルバム。

## 概要
初回盤のみ、DVD付で、アルバムのレコーディングドキュメンタリーや、同年5月6日から行ったツアーに向けてのメンバーインタビュー、アルバム収録曲のスタジオライブ映像を収録。
収録曲である「fall down」のミュージック・ビデオは池田圭が監督を務めており、楽曲タイトルの“落ちる”をテーマにしているため、総重量300kgのドライアイスを使用。雲の中のような無機質な空間でのバンドショットと、モデルの帆乃花が出演したクールでシリアスな作品となっている。

## 収録曲

### CD
全曲　作詞：w-shun　作曲：KNOCK OUT MONKEY
1. Louder
2. Jump
3. 1：48
4. Dog
キックボクシングイベント「KNOCK OUT」森井洋介選手 入場テーマ曲[1]
5. fall down
6. cloud 9
7. Reverse thinking
8. Wake up!
9. Burning
10. Do it
11. Run